# Amanab
L'amanab est une langue papoue parlée en Papouasie-Nouvelle-Guinée, dans la province de Sandaun.

## Classification
L'amanab fait partie des langues waris, une des groupes des langues papoues de la frontière.

## Phonologie
Les  voyelles de l'amanab sont :

### Voyelles
|         | Antérieure | Postérieure |
| ------- | ---------- | ----------- |
| Fermée  | i [i]      | u [u]       |
| Ouverte | ɛ [ɛ]      | ɔ [ɔ] ɑ [ɑ] |

### Consonnes
Les consonnes de l'amanab sont :
|              |                  | Bilabiales | Alvéolaires | Dorsales | Dorsales | Glottales |
| ------------ | ---------------- | ---------- | ----------- | -------- | -------- | --------- |
| Palatales    | Vélaires         | Bilabiales | Alvéolaires |          |          | Glottales |
| Occlusives   | Sourde           | p [p]      | t [t]       |          | k [k]    |           |
| Occlusives   | Sonore prénasal. | b [m͡b]     | d [n͡d]      |          | g [ŋ͡g]   |           |
| Fricative    | Fricative        | ɸ [ɸ]      | s [s]       |          | ɣ [ɣ]    | h [h]     |
| Nasale       | Nasale           | m [m]      | n [n]       |          |          |           |
| Latérale     | Latérale         |            | ɾ [ɾ]       |          |          |           |
| Semi-voyelle | Semi-voyelle     | w [w]      |             | y [ j]   |          |           |

## Écriture

### Écriture romane
L'amanab s'écrit avec l'alphabet latin.
| Caractère     | Caractère | Caractère | Caractère | Caractère | Caractère | Caractère | Caractère | Caractère | Caractère | Caractère | Caractère | Caractère | Caractère | Caractère | Caractère | Caractère | Caractère | Caractère | Caractère | Caractère |
| ------------- | --------- | --------- | --------- | --------- | --------- | --------- | --------- | --------- | --------- | --------- | --------- | --------- | --------- | --------- | --------- | --------- | --------- | --------- | --------- | --------- |
| a             | b         | d         | e         | f         | g         | h         | i         | k         | l         | m         | n         | ng        | o         | p         | r         | s         | t         | u         | w         | y         |
| Prononciation |           |           |           |           |           |           |           |           |           |           |           |           |           |           |           |           |           |           |           |           |
| ɑ             | m͡b        | n͡d        | e         | ɸ         | ɣ         | h         | i         | k         | l         | m         | n         | ŋ͡g        | o         | p         | ɾ         | s         | t         | u         | w         | j         |

## Sources
- (en) Anonyme, 1998, Amanab Organized Phonological Data, manuscrit, Ukarumpa, SIL International.